# FC Mondercange
FC Mondercange (lux. FC Monnerech) is een Luxemburgse voetbalclub uit Mondercange. Het gemeentelijk stadion is de thuisbasis van de club die rood en zwart als traditionele kleuren heeft. 

## Geschiedenis
De club werd in 1933 opgericht. Tijdens de Tweede Wereldoorlog heette de club FK Monnerich. In 1998 bereikte de club voor het eerst de Nationaldivisioun en bleef daar tot 2004. In 2006 kon de club opnieuw promotie afdwingen in een play-off tegen eersteklasser Avenir Beggen. Na één seizoen degradeerde de club echter weer naar de Éirepromotioun. Hetzelfde scenario gebeurde in 2009 en 2010. Daarna kon men niet meer terugkeren in de Nationaldivisioun.

## Erelijst
- Beker van Luxemburg

Finalist: 1999, 2000

## Eindklasseringen vanaf 1946
| 7 |

| 7 |

| 11 |

| 8 |

| 5 |

| 3 |

| 9 |

| 5 |

| 9 |

| 9 |

| 12 |

| 1 |

| 9 |

| 11 |

| 9 |

| 7 |

| 12 |

| 11 |

| 9 |

| 8 |

| 3 |

| 3 |

| 2 |

| 2 |

| 2 |

| 1 |

| 12 |

| 3 |

| 5 |

| 2 |

| 9 |

| 10 |

| 3 |

| 1 |

| 2 |

| 9 |

| 9 |

| 9 |

| 10 |

| 11 |

| 2 |

| 8 |

| 4 |

| 3 |

| 1 |

| 2 |

| 10 |

| 3 |

| 1 |

| 7 |

| 4 |

| 6 |

| 2 |

| 7 |

| 10 |

| 11 |

| 5 |

| 6 |

| 11 |

| 3 |

| 3 |

| 13 |

| 4 |

| 2 |

| 14 |

| 8 |

| 7 |

| 12 |

| 1 |

| 12 |

| 7 |

| 12 |

| 3 |

| 1 |

| 7 |

| 3 |

| 1 |

| 12 |

| 12 |

| 16 |

| Nationaldivisioun | Éirepromotioun | 1. Divisioun | 2. Divisioun | 3. Divisioun | Niveau 6 |

## Mondercange in Europa
#Q = #kwalificatieronde, T/U = Thuis/Uit, W = Wedstrijd, PUC = punten UEFA coëfficiënten .
Uitslagen vanuit gezichtspunt FC Mondercange
| Seizoen | Competitie | Ronde             | Land | Club             | Totaalscore | 1e W    | 2e W    | PUC |
| ------- | ---------- | ----------------- | ---- | ---------------- | ----------- | ------- | ------- | --- |
| 1999/00 | UEFA Cup   | Vlag van Roemenië | 1Q   | Dinamo Boekarest | 2-13        | 2-6 (T) | 0-7 (U) | 0.0 |

Zie ook
- Deelnemers UEFA-toernooien Luxemburg
- Ranglijst van alle clubs die in de diverse Europa Cups zijn uitgekomen

## Bekende (oud-)spelers
- Marcel Christophe
- Frank Deville
- Armin Krings